# Egestula
Egestula is een geslacht van weekdieren uit de klasse van de Gastropoda (slakken).

## Soorten
- Egestula bicolor (Climo, 1973)
- Egestula egesta (Gray, 1850)
- Egestula gaza (Suter, 1909)
- Egestula microgaza (Climo, 1973)
- Egestula pandora N. Gardner, 1967